# Urano (mitologia)
Urano (em grego:  Ουρανός, transl.: Ouranós, lit. "o que cobre" ou "o que envolve"), na mitologia grega, era a divindade que personificava o céu. A etimologia possivelmente tem origem no vocábulo sânscrito que origina o nome de Varuna, deus védico do Céu e da Noite. Sua forma latinizada é Uranus. Foi gerado espontaneamente por Gaia (a Terra) e casou-se com sua mãe. Ambos foram ancestrais da maioria dos deuses gregos, mas nenhum culto dirigido diretamente a Urano sobreviveu até a época clássica, e o deus não aparece entre os temas comuns da cerâmica grega antiga. Não obstante, a Terra, o Céu e Estige podiam unir-se em uma solene invocação na épica homérica.
Urano tem vários filhos (e irmãs), entre os quais os titãs, os ciclopes e os hecatônquiros (seres gigantes de 50 cabeças e 100 braços). Ao odiar seus filhos, mantém todos presos no interior de Gaia, a Terra. Esta, então, instigou seus filhos a se revoltarem contra o pai. Cronos, o mais jovem, assumiu a liderança da luta contra Urano e, usando uma foice oferecida por Gaia, cortou seu pai em vários pedaços. Do sangue de Urano que caiu sobre a terra, nasceram os Gigantes, as Erínias e as Melíades.
A maioria dos gregos considerava Urano como um deus primordial (protogenos) e não lhe atribuía filiação. Cícero afirma, em De Natura Deorum ("Da Natureza dos Deuses"), que ele descendia dos antigos deuses Éter e Hemera, o Ar e o Dia. Segundo os hinos órficos, Urano era filho da noite, Nix.
Seu equivalente na mitologia romana é Caelus ou Coelus — do qual provém cælum (coelum), cuja forma aportuguesada é céu.

## Mito de criação
Segundo o mito da criação do Olimpo, relatado por Hesíodo na Teogonia, Urano veio todas as noites cobrir a Terra (Gaia), mas ele odiava as crianças geradas.
Hesíodo refere como descendentes de Urano, os titãs, seis filhos e seis filhas, os Hecatônquiros, gigantes de cem braços e os gigantes com um só olho, os ciclopes.
Urano aprisionou os filhos mais novos de Gaia no Tártaro, nas entranhas da Terra, causando grande dor a Gaia. Ela forjou uma foice e pediu aos filhos para castrarem Urano. Apenas Cronos, o mais jovem dos titãs, concordou. Ele emboscou seu pai, castrou-o e lançou os testículos cortados ao mar.
Do sangue derramado de Urano sobre a terra nasceram as três erínias, as melíades, e segundo alguns, os telquines.
A partir dos testículos lançados ao mar nasceu Afrodite. Alguns dizem que a foice ensanguentada foi enterrada na terra e daí nasceu a fabulosa tribo dos feácios.
Depois de Urano ter sido deposto, Cronos re-aprisionou os hecatônquiros e os ciclopes no Tártaro. Urano e Gaia profetizaram que Cronos, por sua vez, estava destinado a ser derrubado por seu próprio filho, e assim o titã tentou evitar essa fatalidade devorando os seus filhos. Zeus, graças às artimanhas de sua mãe Reia, conseguiu evitar este destino.
Estes antigos mitos de origens distantes não constam em cultos na Grécia Antiga (Kerenyi, p. 20). O papel de Urano é o de um deus derrotado de um tempo anterior ao tempo real.
Após sua castração, o céu não veio mais para cobrir a Terra à noite, cingindo-se ao seu lugar, e "a geração original chegou ao fim" (Kerenyi). Urano foi raramente considerado como antropomórfico, à parte a genitália do mito da castração. Ele era simplesmente o céu, o qual foi concebido pelos antigos como uma grande cúpula ou teto de bronze, sustentada (ou mantida a girar num eixo) pelo titã Atlas. Em expressões arcaicas, nos poemas homéricos, ouranos às vezes é uma alternativa a Olimpo, como a casa dos deuses. Uma ocorrência óbvia seria o momento, no final da Ilíada I, quando Tétis sobe do mar para pleitear com Zeus: "e logo pela manhã, ela elevou-se para saudar Ouranos-e-Olimpo e ela encontrou o filho de Cronos…"
"'Olimpo' é utilizado quase sempre como casa, mas ouranos muitas vezes refere-se ao céu natural acima de nós, sem qualquer sugestão de deuses vivendo lá," William Sale comentou;
Sale concluiu que a primeira sede dos deuses era o atual Monte Olimpo, tendo a tradição épica no tempo de Homero mudado a sua residência para o céu, ouranos.
Pelo sexto século, quando a "Afrodite celestial" estava a ser distinguida da "Afrodite comum do povo", ouranos significava apenas a própria esfera celeste.

## Cônjuges e filhos

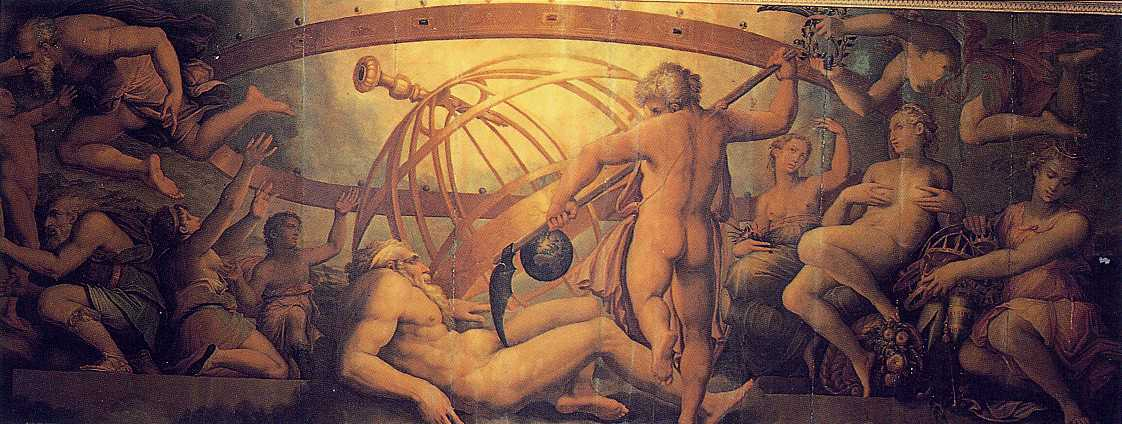
A castração de Urano
Afresco por Giorgio Vasari e Cristofano Gherardi, c. 1560 (Sala di Cosimo I, Palazzo Vecchio)

Toda a descendência de Urano originou-se de sua união com Gaia, exceto Afrodite, nascida quando Cronos o castrou e arremessou os genitais mutilados ao mar (Tálassa).
1. Ciclopes, gigantes de um olho só
  1. Brontes
  2. Estéropes
  3. Arges
2. Hecatônquiros, gigantes de cem braços e cinquenta cabeças.
  1. Briareu
  2. Coto
  3. Giges
3. Titãs, deuses anciões
  1. Céos
  2. Crio
  3. Cronos
  4. Oceano
  5. Hiperião
  6. Jápeto
  7. Mnemosine
  8. Febe
  9. Reia
  10. Tétis
  11. Teia
  12. Têmis
4. Erínias (Fúrias para os romanos)
  1. Alecto
  2. Megera
  3. Tisífone
5. Melíades, ninfas nascidas do freixo
6. Afrodite

## Planeta Urano
Os antigos gregos e romanos sabiam de apenas cinco 'estrelas errantes' (em grego:  πλανήται, planētai): Mercúrio, Vênus, Marte, Júpiter e Saturno. Na sequência da descoberta de um sexto planeta no século XVIII, o nome Uranus foi escolhido como o complemento lógico para a série: para Marte (Ares, em grego) era o filho de Júpiter (Zeus), este, filho de Saturno (Cronos), e este, filho de Caelum (Uranus).
Vale notar que os planetas têm nomes originados da mitologia romana, sendo Urano o único proveniente da mitologia grega. Talvez por seu nome romano significar "céu". 